# Salvador Escandón
Rafael Salvador Escandón y Antayo (1772, San Juan de Parres - 1823), militar español.

## Biografía
Nació en las Casas de Pardo, parroquia de San Juan de Parres (Asturias), en el año 1772. Era hijo de Miguel Escandón y Noriega, Alférez Mayor de Amieva y Regidor perpetuo de Oviedo, Capitán de Milicias Provinciales, y de Teresa Antayo, hija del marqués de Vista Alegre, Señor del Coto de Bias y de las Casas de Rubianes, Regidor perpetuo de Oviedo, Antonio de Antayo y Duque de Estrada. Sus padres eran los poseedores de las Casas de Pando y Robledo y de la de Naveda, en Piloña. Su bisabuelo materno, Isidro de Antayo y Duque de Estrada, había sido Jefe de Escuadra de la Real Armada.
Salvador, después de estudiar sus primeros cursos en las Escuelas Pías de San Antón, enseguida logró que el 12 de marzo de 1789, se le formase asiento en la Real Compañía de Guardias Marinas de Ferrol, quedando inscrito al folio 359. Aquel año comenzaron en aquel ya acreditado centro formativo, 32 nuevos Guardia Marinas, de los que nueve eran asturianos: Francisco Cortés y de Posada y José García y González, ambos de Cangas de Onís; Ramón Rato Argüelles y Ramírez de Jove, Francisco García-Sala y de Valdés-Llanos, Manuel de Jove-Huergo y Prieto, los tres de Gijón, José Fernando de Posada y del Castillo, de Llanes; José García y González, de Cangas de Onís; García Valledor y Sánchez de Ulloa, de Castropol.
Asistió al sitio de Tolón y estuvo presente en el terremoto de Orán, donde perdió un dedo. Posteriormente participaría en la batalla de Trafalgar y víctima una más de aquella acción, quedó desembarcado por falta de buques y en esas estaba cuando los franceses penetraron en España, comenzando sus premeditados comportamientos, los cuales le cogieron precisamente en Zaragoza, por lo que participó activamente en el primer sitio. Pasó posteriormente a Asturias y allí pronto se unió a las tropas que encabezaba otro frustrado marino, Juan Díaz Porlier, como Coronel del Regimiento de Cangas de Onís, al frente de cuyas tropas tuvo destacadas intervenciones en aquella guerra. Retornado el monarca, Escandón pasó a mandar el Regimiento de órdenes Militares, en aquel momento guarneciendo la plaza de La Coruña, ciudad en la que se hallaba cuando allí llegó en calidad de prisionero, su antiguo jefe el Mariscal de Campo Porlier, que quedaría encerrado en una de las mazmorras del castillo insular de San Antón.
Porlier, que lograría del capitán general Saint Marq, otro participante en la defensa de Zaragoza, que le permitiese salir a tomar baños medicinales en la cercana localidad de Arteijo, y donde los encargados de custodiarle eran soldados del regimiento de Órdenes Militares, a las del capitán Castañeda. Intentaría Porlier convencer a Escandón para que pusiese el Regimiento a su disposición, sin lograrlo, es más, Escandón, avisando a su primo el teniente de Órdenes Militares Riega, reúnen varios soldados y logran evadirse de La Coruña, cabalgando hasta llegar a Santiago de Compostela donde informa a las autoridades militares, que adoptan las medidas que acabarán conduciendo a la captura de Porlier y sus hombres en el mesón de Deus, a la entrada del pueblo de Órdenes.
Sin esta mediación, posiblemente Porlier hubiera podido hacerse con la plaza de Santiago de Compostela, única que le quedaba por reunir bajo su mando. Esta disposición le supuso a Escandón, la participación en el simulacro de Consejo de Guerra, que condenó a la pena capital a Porlier, y el ascenso al grado de Brigadier.
Tras el triunfo de los liberales en 1820, Escandón fue desterrado a Puebla de Sanabria. Dos años después, el 18 de octubre de 1822 es Escandón el que se pronuncia contra el Gobierno constitucional, publicando un bando místico-político y envió proclamas a toda la provincia, aunque fracasado el movimiento fue llevado con sus hijos mayores a la cárcel de Cangas de Onís y acabó siendo trasladado a la Cárcel Real de Oviedo, allí llega el 4 de noviembre con objeto de tenerlo presente durante la celebración del Consejo de Guerra al que ha de someterse. Fue condenado a muerte, aunque alegándose defectos legales, oponiéndose el Auditor de Guerra, acabando esta sentencia revocada por el Capitán General de Castilla la Vieja. Se le volvió a juzgar y a condenar, siendo nuevamente rechazada la sentencia por el Auditor y esta vez por el mismo Capitán General. Tras la reacción absolutista, los liberales nuevamente le trasladan, esta vez al castillo de San Antón en La Coruña, donde pasó mandar la plaza el también asturiano, general Santiago Méndez Vigo, exaltado liberal, que antes de rendir la ciudad, ordenó que llevasen a una serie de presos desde el castillo al bergantín “Santo Cristo”, que había mandado fondear a inmediaciones de aquel. Una vez que estuvieran a bordo había ordenado que se atasen de dos en dos, espalda con espalda, y de este modo fuesen arrojados al mar, donde perecieron todos, del modo más ignominioso, aunque se tratase de una venganza por su intervención en el asesinato del general Porlier ocho años antes, en la misma ciudad y muy por su mano, pues al menos él fue quien le entregó.